# Шпротава (аэродром)

Аэродром Шпротава (пол. Szprotawa (miasto), нем. Sprottau) — закрытый военный аэродром, расположенный в 4 км к юго-востоку от центра одноименного города Шпротава в Польше.

## История
Аэродром был построен в 1933 году на восточной окраине на месте бывшего артиллерийского полигона и лагеря военнопленных. Первоначально использовался для полетов на планерах и для обучения. С началом Второй мировой войны был преобразован в военный аэродром.
Перед нападением Германии на СССР аэродром использовался Люфтваффе. После окончания Великой Отечественной войны аэродром использовался ВВС СССР. На аэродроме базировались:
- управление и штаб 8-й гвардейской бомбардировочной авиационной дивизии и полки дивизии в период с апреля 1945 по июль 1945 года:
  - 160-й гвардейский бомбардировочный авиационный полк на Пе-2;
  - 161-й гвардейский бомбардировочный авиационный полк на Пе-2;
  - 162-й гвардейский бомбардировочный авиационный полк на Пе-2;
- управление и штаб 149-й истребительной авиационной дивизии[1] в период с 23 мая 1955 по июль 1992 года;
- 18-й истребительный авиационный полк[2] (18-й истребительно-бомбардировочный авиационный полк (с 01.09.1960 г.), 18-й авиационный полк истребителей-бомбардировщиков (с 01.11.1976 г.), 89-й авиационный полк истребителей-бомбардировщиков (с 15.10.1981 г.), 89-й бомбардировочный авиационный полк (с 01.12.1982 г.) в период с 18 апреля 1955 года по май 1992 года, выведен в Ленинградский военный округ на аэродром Сиверский 76-й воздушной армии, где в декабре 1993 года расформирован) на самолётах МиГ-15, МиГ-17, Су-7Б, МиГ-27 (М, К), Су-24, Су-24М.
- 43-й гвардейский штурмовой авиационный Волковыскский Краснознаменный полк (с 1949 года — 669-й гвардейский штурмовой, а с 1956 года — 669-й гвардейский истребительно-бомбардировочный авиационный Волковыскский Краснознамённый полк на самолётах Ил-2, Ил-10, МиГ-15 и МиГ-17 из состава 230-й штурмовой авиационной Кубанской Краснознамённой ордена Суворова дивизии (с 1949 года 172-я гвардейская штурмовая, с 1956 года 172-я истребительно-бомбардировочная авиационная Кубанская Краснознамённая ордена Суворова дивизия). Базировался в период с июня 1945 года по август 1961 год. В июле 1961 года расформирован на аэродроме[3].

После вывода частей Северной группы войск из Польши в 1992 году аэродром был передан в муниципалитет.